# Córdobai nagymecset
Az arab típusú dzsámik leghíresebb példája Európában a córdobai nagymecset (Spanyolország), amelyet a 8. században kezdtek építeni. 
A mecset kettéosztott téglalap alaprajzú, számos kapuja van, de nincs főbejárata. A fallal lezárt tér két egyenlőtlen részre oszlik. A kisebbik térben (előkertként) helyezkedik el a nyitott udvar, vízmedencéivel, és eredetileg négyzetraszterbe telepített (ma hiányos) fáival. Rituális kútépítmény (itt végezték a rituális tisztálkodást). Ebből nyílóan óriási, félhomályba boruló oszlopterem, számtalan oszlopsorral. A mecsetnek 800, különböző helyről begyűjtött (számtalan antik) oszlopa van. A területébe utólag beleépített gótikus katedrális helyén is ilyenek voltak eredetileg. Egyenes megvilágítást kapnak, és egymástól távol állnak.
Az iszlám építészet egyik fontos alapelve érvényesül itt: a kompozíció minden motívuma különféle értelmezési lehetőségeket nyújt, olyan rejtély, melynek több megoldása van. A córdobai mecset oszlopai két sorban állnak egymás fölött, és ezért a boltívek is két sorba rendeződnek. Ezáltal bonyolult, kereszteződő kompozíció jön létre: minden boltív az alatta lévő ismétlését jelenti, a többivel pedig zárt árkádsort alkot. Az építmény szakrális (építészeti) csúcspontját a gyönyörű, sztalaktit-kupolával fedett mihrab képezi.